# Томас Нордаль
Томас Гуннар Нордаль (швед. Thomas Gunnar Nordahl, нар. 24 травня 1946, Норрчепінг) — шведський футболіст, що грав на позиції півзахисника. Син легендарного шведського футболіста Гуннара Нордаля.
Виступав, зокрема, за клуб «Еребру», а також національну збірну Швеції.
По завершенні ігрової кар'єри — тренер і спортивний коментатор.

## Клубна кар'єра
Нордаль дебютував в Allsvenskan в 1964 році для «Дегерфорс», коли йому було 17 років. За рік перейшов в «Еребру» і став там ключовим гравцем. Зіграв 77 матчів за цю шведську команду і забив 41 гол. 
У 1968 році став гравцем італійського «Ювентуса», бронзового призера Серії А сезону 1967-68 років. Проте незабаром після укладання контракту, Серія А ввела обмеження на залучення іноземних гравців і Нордаль так й не зміг заграти за туринський клуб. Натомість його було орендовано до бельгійського «Андерлехта», де він і провів усі три роки дії свого контракту з «Ювентусом».
1971 року повернувся на батьківщину, знову ставши гравцем «Еребру», в якому провів ще 7 років, у 175 матчах чемпіонату забивши 65 голів. У 1979 році (сезон почався в 1980 році) перейшов до іншої місцевої команди «Форвард», за яку зіграв 45 матчів і забив 21 гол. У 1980 році через травму 34-річний футболіст був змушений завершити ігрову кар'єру.

## Міжнародна кар'єра
Відіграв 15 міжнародних матчів у складі національної збірної Швеції в період з 1967 по 1975 рік, забивши 5 голів; він також зіграв 17 матчів за шведську молодіжну команду. У складі збірної був учасником чемпіонату світу 1970 року у Мексиці.

## Тренерська кар'єра
Розпочав тренерську кар'єру відразу по завершенні кар'єри гравця, 1981 року, залишившись у структурі клубу «Форвард» (Еребру) як головний тренер його команди. Того ж року продовжив тренерську роботу з командою «Сандвікена».
1986 року став головним тренером норвезького «Олесунна», тренував команду з Олесунна два роки.
Протягом тренерської кар'єри також очолював команди клубів «Буде/Гранд» та «Мутала».
Останнім місцем тренерської роботи був клуб «Норрчепінг», головним тренером команди якого Томас Нордаль був протягом 1995 року.

## Титули і досягнення
- Чемпіон Бельгії (1):

«Андерлехт»: 1967–68